# John Felagha
John Felagha (Lagos, Nigeria; 27 de julio de 1994 - Senegal, 31 de agosto de 2020) fue un futbolista nigeriano que jugó como portero.

## Trayectoria

### Juventud
Se formó en la Academia ASPIRE. 

### CAN Eupen
Debido a que la Academia Aspire se hizo cargo de KAS Eupen, él y muchos otros africanos terminaron en Eupen. Debutó con el Eupen en el partido a domicilio ante el FC Bruselas.

## Estadísticas
| Club             | División         | Liga                   | Liga         | Liga      | Taza         | Taza      | Continental  | Continental | Otro         | Otro      | Total        | Total     |
| Club             | División         | División               | Aplicaciones | Objetivos | Aplicaciones | Objetivos | Aplicaciones | Objetivos   | Aplicaciones | Objetivos | Aplicaciones | Objetivos |
| ---------------- | ---------------- | ---------------------- | ------------ | --------- | ------------ | --------- | ------------ | ----------- | ------------ | --------- | ------------ | --------- |
| K.Un.S. Eupen    | 2012–2013        | Segunda División belga | 2            | 0         | 0            | 0         | 0            | 0           | 0            | 0         | 2            | 0         |
| Total de carrera | Total de carrera | Total de carrera       | 2            | 0         | 0            | 0         | 0            | 0           | 0            | 0         | 2            | 0         |

| Temporada        | Club             | Liga             | Liga | Liga | Eliminatorias | Eliminatorias | taza | taza | Europa | Europa | Total | Total |
| Temporada        | Club             | Liga             | Mie. | Dlp. | Mie.          | Dlp.          | Mie. | Dlp. | Mie.   | Dlp.   | Mie.  | Dlp.  |
| ---------------- | ---------------- | ---------------- | ---- | ---- | ------------- | ------------- | ---- | ---- | ------ | ------ | ----- | ----- |
| 2012-2013        | CAN Eupen        | Segunda clase    | 1    | 0    | 0             | 0             | 0    | 0    | 0      | 0      | 1     | 0     |
| Total de carrera | Total de carrera | Total de carrera | 1    | 0    | 0             | 0             | 0    | 0    | 0      | 0      | 1     | 0     |

## Fallecimiento
John Felagha murió de SIDA a la edad de 26 años el 31 de agosto de 2020 en Senegal.